# Rachida Dati

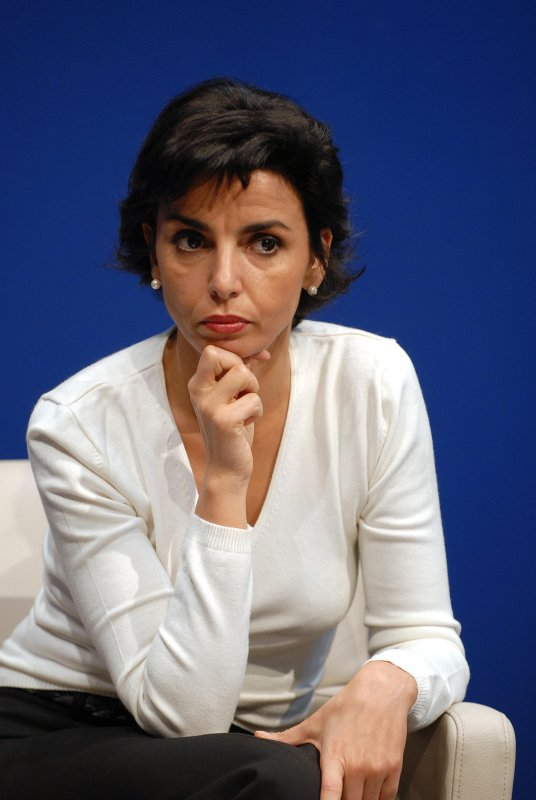
Rachida Dati (2007)

Rachida Dati (* 27. listopadu 1965, Saint-Rémy, Saône-et-Loire) je francouzská politička, která od prosince 2006 člensky přísluší k UMP. Při prezidentských volbách v roce 2007 byla mluvčí Nicolase Sarkozyho. Od 18. května 2007 do 23. června 2009 byla ministryní spravedlnosti ve vládě François Fillona (UMP). Stala se tak první muslimkou ve francouzské vládě.
V červnu 2009 byla zvolena poslankyní Evropského parlamentu.

## Život
Rachida Dati pochází z přistěhovalecké rodiny (otec Maročan, matka Alžířanka) a má deset sourozenců. Po studiu pracovala na několika místech na pozicích ekonomického charakteru. V letech 1997 až 1999 studovala na École nationale de la magistrature. Od roku 2002 je aktivní v politice.
Počátkem roku 2009 porodila dceru, pět dní poté se vrátila do ministerského úřadu.

## Dílo
- Je vous fais juges. Rozhovor s Claudem Askolovitchem. 2007, ISBN 978-2-246-73401-7.
- Fille de M'Barek et de Fatim Zohra, ministre de la justice. 2011, ISBN 978-2-84563-431-2.